# Brezovo
Brezovo (bulharsky Брезово) je město ve středním Bulharsku na jižním úpatí Sredné gory. Žije tu přibližně 1 600 obyvatel.
Jedná se o správní středisko stejnojmenné obštiny v Plovdivské oblasti.

## Historie
Brezovo bylo založeno roku 1576 a původně se nazývalo Abraşlare. K jeho rozvoji došlo v polovině 19. století. Během rusko-turecké války ho osvobodil finský oddíl ruské armády.

## Obyvatelstvo
K 15. září 2024 ve městě žilo 1 604 obyvatel a bylo zde trvale hlášeno 1 663 obyvatel. Podle sčítáni 1. února 2011 bylo národnostní složení následující:
- Bulhaři: 1 251 (74.5 %)
- Romové: 423 (25.2 %)
- Turci: 6 (0.4 %)